# Ingelheimer Rotweinfest

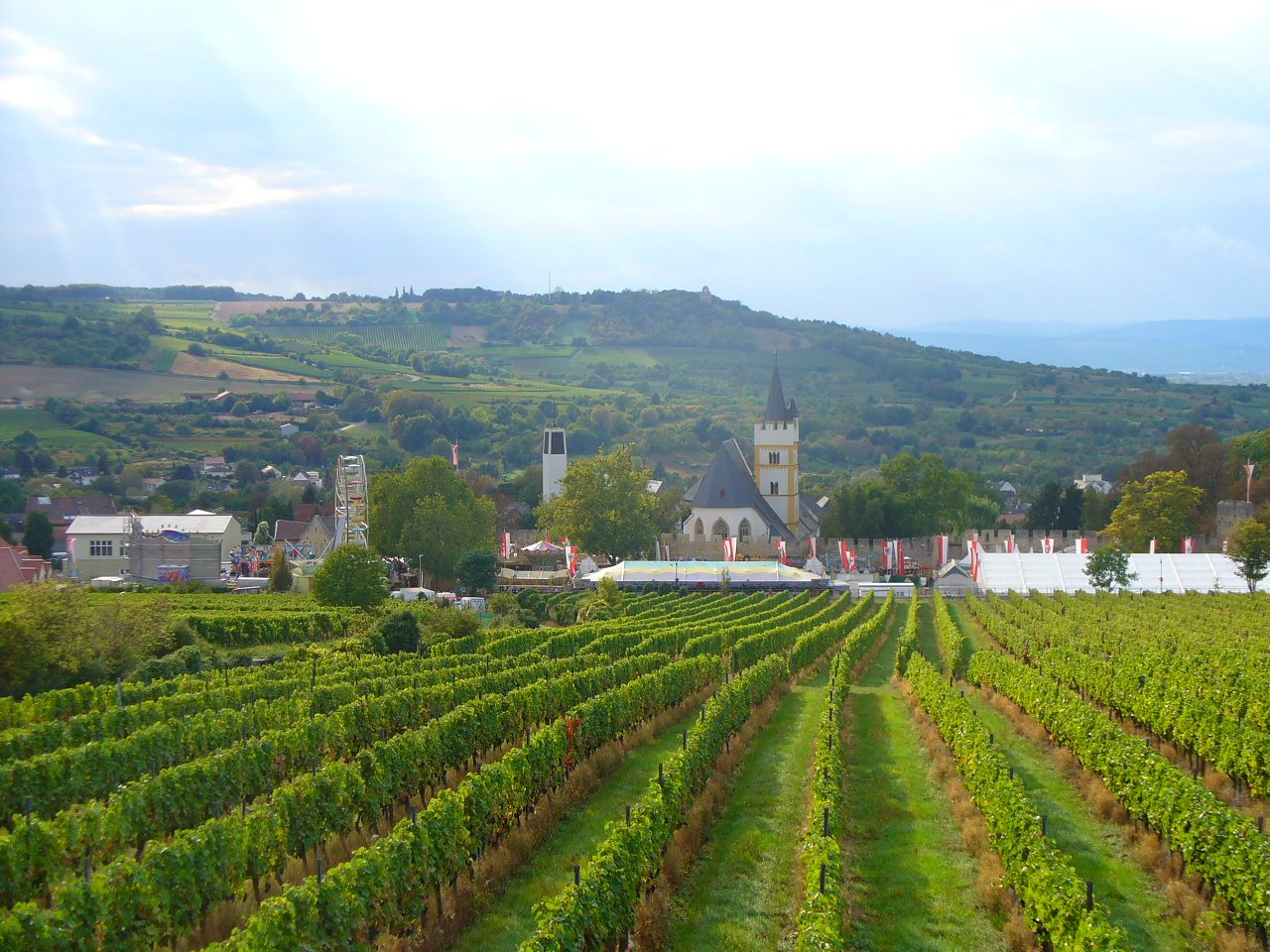
Ingelheimer Rotweinfest um die Burgkirche

Das Rotweinfest ist das größte Heimatfest der Stadt Ingelheim am Rhein im Landkreis Mainz-Bingen. Es findet jährlich vom letzten Septemberwochenende bis zum ersten Oktoberwochenende rund um die Burgkirche statt.

## Geschichte
Das Rotweinfest hat seine Ursprünge in der Ober-Ingelheimer Kerb, die bis 1931 auf dem Ober-Ingelheimer Marktplatz gefeiert wurde. Sie wurde 1932 vom Ober-Ingelheimer Weinfest abgelöst, das nun auch auf dem damaligen Römerplatz nicht weit vom Marktplatz (heute An der Burgkirche) stattfand. Aus dieser Nachfolge entwickelte sich 1935 das Weinlesefest, das dann auf das Gelände um die Burgkirche verlegt wurde. Erste Weinkönigin des Weinlesefestes war 1935 Lotte Diefenbach.
In den Kriegsjahren fand kein Festbetrieb statt, schon 1946 wurde wieder ein kleines Ober-Ingelheimer Weinfest um die Burgkirche veranstaltet. Das erste gesamtstädtische Fest (Stadtwerdung von Ingelheim 1939) fand 1947 unter dem Namen Winzerfest statt, bei dem auch die erste Rotweinkönigin Ruth I. gekrönt wurde. Ebenso wurde damals ein Festzug veranstaltet, der von der Mainzer Straße in Nieder-Ingelheim über die Grundstraße bis zum Ober-Ingelheimer Marktplatz geführt wurde. 1948 erhielt es den endgültigen Namen Rotweinfest. Es diente auch damals schon dazu, Werbung für den Ingelheimer Wein zu machen. In den ersten Nachkriegsjahren war noch ein großer Mangel an Gläsern und Flaschen vorhanden, so dass die Besucher ihre eigenen Gläser und Flaschen mitbringen mussten. Auch die Besatzungsmächte machten es den Ingelheimern in den ersten Jahren nicht immer einfach, so wurden im Jahr 1947 nur 10.000 Liter Wein freigegeben.

## Kulturelles
Im Mittelpunkt stand schon immer der Ingelheimer Wein, aber auch die Bindung zur Burgkirche und zur Wehrmauer, um die das Fest stattfindet, fand schon immer Beachtung. So wurde anfangs ein Festspiel namens Ritter-Rebe-Roter-Wein auf der Freilichtbühne vor der Burgkirche aufgeführt. Auch wurden schon während des Festes in frühen Jahren Personen in historischen Trachten auf der Wehrmauer als Wache postiert. Heute drückt sich die kulturelle Nähe in Rundgängen durch die Wehranlage der Burgkirche sowie Führungen durch die Ingelheimer Kaiserpfalz aus. Seit einigen Jahren werden während der Festtage die Wehrmauern der Burgkirche nachts farblich illuminiert.

## Rotweinfest heute

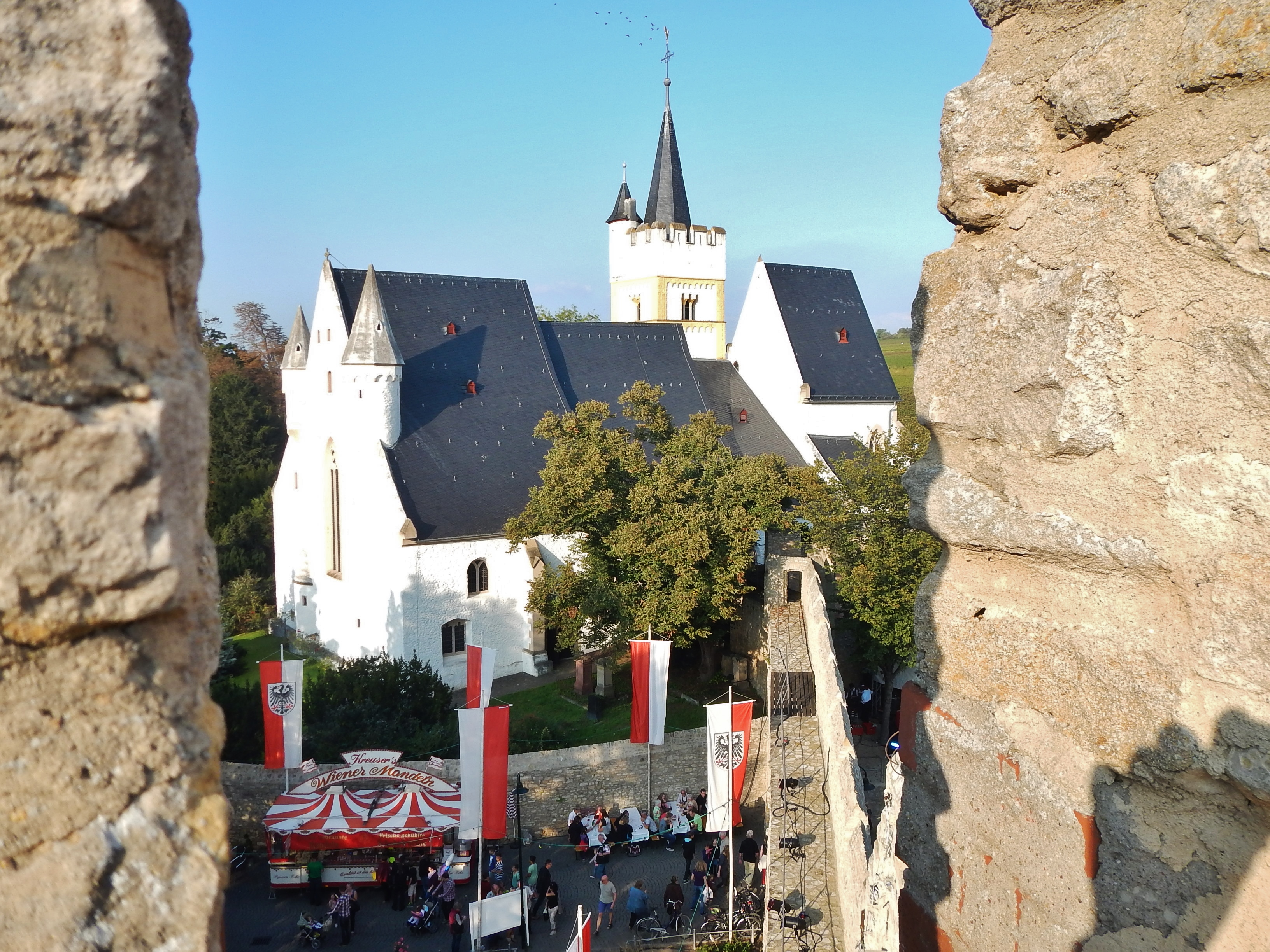

Heute ist das Rotweinfest überwiegend ein Volksfest mit den üblichen Fahrgeschäften wie Breakdance oder Autoscooter und für eine Kirmes üblichen kulinarischen Imbissständen sowie Vergnügungsständen. Charakteristisch sind viele Weinstände wie zum Beispiel im Rosengärtchen, in dem es ausschließlich Weinstände einheimischer Winzer gibt. Jedes Jahr gibt es an allen Festtagen ein Programm für jede Altersgruppe, verteilt auf drei Bühnen auf dem Festplatz (Festzelt, Freilichtbühne vor der Burgkirche und Rosengärtchen). Feste Bestandteile des Programms sind stets ein Ingelheimer Abend, ein Seniorennachmittag, die Rotweinprobe des amtierenden Oberbürgermeisters, sowie der traditionelle Frühschoppen. Abgeschlossen wird die Festwoche mit einem Höhenfeuerwerk.
Der erste Rotweinfestsonntag ist ein verkaufsoffener Sonntag, an dem die Bahnhofstraße vom Marktplatz bis zur Innenstadt komplett gesperrt wird und auf kompletter Strecke ein Flohmarkt abgehalten wird. Darüber hinaus sind die Geschäfte in Ober-Ingelheim, in der Innenstadt und einige Geschäfte am Gewerbegebiet Nahering geöffnet. Seit 2012 ist das im November 2011 eröffnete Einkaufszentrum Neue Mitte Ingelheim dabei.
Seit einigen Jahren besteht in Kooperation mit der Stadtjugendabteilung und der Sucht- und Jugendberatung ein sogenannter Green Room, in dem ausschließlich alkoholfreie Getränke und ein vielfältiges Programm für Minderjährige angeboten werden.

## Rotweinkönigin und Rotweinprinzessinnen
Eine Rotweinfestwoche wird immer samstags mit der Krönung der neuen und Abdankung der bisherigen Rotweinkönigin eröffnet. Sie wird dann das gesamte darauf folgende Jahr amtieren und bei festlichen Ereignissen Ingelheim repräsentieren. Dazu stehen ihr auch zwei Rotweinprinzessinnen zur Seite, die ebenfalls jedes Jahr zu Eröffnung neu bestimmt werden. Traditionsgemäß trägt die Rotweinkönigin ein rotes Kleid, welches die Weintrauben, die Prinzessinnen grüne Kleider, welches die Weinreben darstellen. Der erste Hofstaat amtierte in den Jahren 1947/1948. Seit 2012 wird neben der Krone als Kopfschmuck auch ein sogenannter Ingelheimer Ring von der amtierenden Rotweinkönigin und ihren Rotweinprinzessinnen getragen.